# Kolo (obraz Matii Jamy)
Kolo – obraz olejny autorstwa Matii Jamy, namalowany około 1935 roku, znajduje w zbiorach Narodowej Galerii Słowenii w Lublanie.

## Historia
Obraz powstał około 1935 roku (zapewne pomiędzy 1930 a 1935 rokiem) podczas pobytu artysty nad rzeką Kupą. Należy do kolekcji Narodowej Galerii Słowenii (nr inw. NG S 1405).
Jest postrzegany jako najbardziej znane dzieło Matiji Jamy; znalazł się na słoweńskim znaczku wyemitowanym w 2002 roku. Wnuczka malarza, artystka jazzowa Soesja Citroen napisała utwór Kólo, który dedykowała swojemu dziadkowi oraz jego obrazowi o tym samym tytule. Powstał także film dokumentalny pt. Kólo – A Song for Matija Jama Amira Muratovicia, za którego produkcję odpowiadała Radiotelevizija Slovenija.

## Charakterystyka
Dzieło zostało namalowane techniką olejną na płótnie o wymiarach 74 na 110 cm, jest sygnowane w prawym dolnym rogu: M. JAMA; stylistycznie dzieło można zaliczyć do impresjonizmu.
Płótno przedstawia scenę radosnego tańca dziewcząt w jaskrawym świetle w południe, postaci są ubrane w tradycyjny stój charakterystyczny dla regionu Bela krajina, wykonany z białej tkaniny z ozdobnymi haftami barwy czerwonej. Dziewczęta tańczą boso, przedstawienia ich twarzy są niewyraźne. Kolisty ruch taneczny został podkreślony poprzez ukazanie uniesionych ramion i postawę ciał tańczących.
Obraz można traktować jako realistyczną wariację na temat muz i wróżek w białych welonach w świętych gajach, które malowano w okresie secesji.